# Capelle aan den IJssel
Capelle aan den IJssel (dân số: 65.605 năm 2005) là một đô thị ở phía tây Hà Lan, tỉnh Zuid-Holland. Đô thị này có diện tích 15,42 km² trong đó có 1,13 km² là mặt nước. Đô thị này nằm ở rìa đông của Rotterdam, bên sông Hollandse IJssel.
Capelle aan den IJssel là nơi sinh sống của thủ tướng Jan Peter Balkenende từ năm 1999.
Thị xã này có viện bảo tàng nhỏ nhất Hà Lan, Dief- en Duifhuis ("Nhà của những kẻ trộm và bồ câu"). Trước đây tòa nhà này là nhà ngục của lâu đài Capelle, là phần còn lại duy nhất của lâu đài thế kỷ 16.